# Viviane Romance
Viviane Romance (Pauline Ronacher Ortmans: Roubaix, 4 de julio de 1912 - Niza, 25 de septiembre de 1991) fue una actriz teatral, cinematográfica y televisiva de nacionalidad francesa, con un repertorio de papeles que hicieron de ella la mujer fatal por excelencia del cine francés de las décadas de 1930 y 1940.

## Biografía
Debutó a los 13 años como bailarina en el Théâtre de la Ville. A los 14 años se incorporó al elenco del Moulin Rouge, coincidiendo con la gran Mistinguett. Después bailó French cancan en el Bal Tabarin. Con 16 años se pasó a la opereta y al género teatral de boulevard. Elegida Miss París a los 18 años, provocó un nuevo escándalo cuando se supo que estaba embarazada. Despojada de su título, a cambio ganó una considerable popularidad. 
A partir de 1931 actuó en el cine haciendo pequeños papeles, destacando por vez primera en el film Princesse Tam Tam (1935). Después hizo un fugaz papel de bailarina de cabaret en Liliom, de Fritz Lang, y conoció a Julien Duvivier, que le dio un papel en La Bandera. Al siguiente año trabajó en La Belle Équipe, junto a Jean Gabin y Charles Vanel. El éxito de la película le abrió las puertas de una carrera en la que encarnó a prostitutas y a vampiresas, entre otros personajes, encadenándose los triunfos con filmes como Naples au baiser de feu (1937), L'Étrange Monsieur Victor (1937), La Maison du Maltais (1938), Gibraltar (1938), etc. En las recaudaciones de los filmes rodados antes de la Segunda Guerra Mundial, ella sobrepasaba a Michèle Morgan y a Danielle Darrieux.
En 1941 actuó en Vénus aveugle, de Abel Gance, un valiente intento de alejarse de sus papeles habituales, pero que desconcertó a sus fieles espectadores. También rodó Carmen, de Christian-Jaque (film en el que trabajó como directora de escena), y fue la Reina de los Gitanos en la cinta Cartacalha, reine des gitans. Mientras tanto, fue tentada por la escritura, encargándose del argumento de Feu sacré (1941) y La Boîte aux rêves (1945).
Rehusó rodar para la Continental alemana, pero en 1942, bajo presión del Otto Dietrich, jefe del Propagandastaffel, se sumó al grupo de actores invitados por los alemanes a visitar los estudios cinematográficos de Berlín, entre ellos Junie Astor, René Dary, Suzy Delair, Danielle Darrieux y Albert Préjean·. En Berlín, en agosto de 1943, acompañó a varios artistas franceses, entre ellos Loulou Gasté, Raymond Souplex, Édith Piaf y Albert Préjean, y posó ante la Puerta de Brandeburgo, en ocasión de un viaje cuyo supuesto fin era promover la canción francesa. A causa de todo ello fue encarcelada varios días tras la Liberación, pero no recibió condena alguna, y finalmente fue puesta en libertad con las excusas del tribunal. 
Finalizada la Segunda Guerra Mundial se reencontró con Duvivier, que le ofreció renovar sus éxitos. En Panique, adaptación de una novela de Georges Simenon, demostró su talento interpretando a una hija perversa. Pero su personaje comenzaba a estar obsoleto. Todavía hizo una buena interpretación en l'Affaire des poisons, de Henri Decoin, cinta en la que encarnaba a la vecina.
En esa misma época Romance se hizo productora. En 1949 produjo el film más importante de su carrera, Maya, el cual también protagonizó. La dirección corrió a cargo de Raymond Bernard. Sin embargo, algunas de las películas producidas por ella fracasaron, y ninguna pasó a la posteridad. 
Víctima de problemas financieros, vendió una gran parte de sus bienes y se retiró a vivir en La Gaude, en la Costa Azul. Reapareció en 1961 para hacer una gira teatral por numerosas poblaciones de provincia, representando Noix de coco, de Marcel Achard. Romance actuó por última vez en la pantalla en 1974, con un papel en la película de Claude Chabrol Nada. 
Romance publicó en 1986 un libro de memorias titulado Romantique à mourir. Falleció en 1991, a causa de un cáncer, en Niza, Francia. Sus restos fueron incinerados, y las cenizas fueron dispersadas en su castillo en La Gaude, una antigua fortaleza templaria situada en las alturas sobre Cagnes-sur-Mer que ella había restaurado en 1964. 
Viviane Romance se casó tres veces. Sus maridos fueron los actores Georges Flamant (1937 - 1942) y Clément Duhour (1944 - 1952) y el director Jean Josipovici (1954 - 1956).

## Filmografía

### Cine
| - 1929 : Paris Girls, de Henry Roussell - 1931 : Mam'zelle Nitouche, de Marc Allégret - 1931 : Il est charmant, de Louis Mercanton - 1932 : La Dame de chez Maxim's, de Alexandre Korda - 1933 : Ciboulette, de Claude Autant-Lara - 1933 : L'Épervier, de Marcel L'Herbier - 1933 : Je te confie ma femme, de René Guissart - 1933 : Justin de Marseille, de Maurice Tourneur - 1934 : Liliom, de Fritz Lang - 1934 : Zouzou, de Marc Allégret - 1934 : L'Auberge du Petit-Dragon, de Jean de Limur - 1934 : Mam'zelle spahi, de Max de Vaucorbeil - 1934 : N'aimer que toi, de André Berthomieu - 1935 : La Bandera, de Julien Duvivier - 1935 : Dédé, de René Guissart - 1935 : Retour au Paradis, de Serge de Poligny - 1935 : Marchand d'amour, de Edmond T. Gréville - 1935 : Les Yeux noirs, de Victor Tourjansky - 1935 : Princesse Tam Tam, de Edmond T. Gréville - 1935 : L'Équipage, de Anatole Litvak - 1935 : Monsieur Prosper, de Robert Péguy - 1935 : La Rosière des halles, de Jean de Limur - 1936 : Une gueule en or, de Pierre Colombier - 1936 : Les Deux Favoris, de Georg Jacoby y André Hornez - 1936 : L'Ange du foyer, de Léon Mathot - 1936 : Deuxième Bureau, de Pierre Billon - 1936 : La Belle Équipe, de Julien Duvivier - 1937 : Le Puritain, de Jeff Musso - 1937 : Naples au baiser de feu, de Augusto Genina - 1937 : L'Homme à abattre, de Léon Mathot - 1937 : L'Étrange Monsieur Victor, de Jean Grémillon - 1937 : Le Club des aristocrates, de Pierre Colombier - 1937 : Salónica, nido de espías, de Georg-Wilhelm Pabst - 1938 : Der spieler, de Gerhard Lamprecht y Louis Daquin - 1938 : La Maison du Maltais, de Pierre Chenal | - 1938 : Prisons de femmes, de Roger Richebé - 1938 : Gibraltar, de Fedor Ozep - 1939 : Angélica, de Jean Choux - 1939 : L'Esclave blanche, de Mark Sorkin - 1939 : La Tradition de minuit, de Roger Richebé - 1941 : Vénus aveugle, de Abel Gance - 1942 : Cartacalha, reine des gitans, de Léon Mathot - 1942 : Le Feu sacré, de Maurice Cloche - 1943 : Une femme dans la nuit, de Edmond T. Gréville - 1945 : Carmen, de Christian-Jaque - 1945 : La Route du bagne, de Léon Mathot - 1945 : La Boîte aux rêves, de Yves Allégret y Jean Choux - 1946 : L'Affaire du collier de la reine, de Marcel L'Herbier - 1947 : Panique, de Julien Duvivier - 1947 : La Maison sous la mer, de Henri Calef - 1947 : La Colère des dieux, de Karel Lamač - 1948 : Gli uomini sono némicli, de Ettore Giannini - 1949 : Maya, de Raymond Bernard - 1951 : Passion, de Georges Lampin - 1951 : Au cœur de la Casbah, de Pierre Cardinal - 1952 : Les Sept Péchés capitaux, de Yves Allégret - 1952 : Les femmes sont des anges, de Marcel Aboulker - 1952 : Legione straniera, de Basilio Franchina - 1953 : L'uomo, la bestia e la virtù, de Steno - 1954 : La Chair et le Diable, de Jean Josipovici - 1955 : Le Tournant dangereux, de Robert Bibal - 1955 : Gueule d'Ange, de Marcel Blistène - 1955 : L'Affaire des poisons, de Henri Decoin - 1956 : Pitié pour les vamps, de Jean Josipovici - 1956 : L'inspecteur connaît la musique, de Jean Josipovici - 1957 : I segreti della notte, de Mario Matioli - 1960 : Pelusa, de Javier Setó - 1962 : Mélodie en sous-sol, de Henri Verneuil - 1974 : Nada, de Claude Chabrol |

### Televisión
- 1964 : Le Mystère de Choisy, de Stellio Lorenzi
- 1972 : La Dame aux camélias, de Pierre Cardinal
- 1973 : Du plomb dans la tête, de Roger Dallier
- 1973 : L'Éloignement, de Jean-Pierre Desagnat

## Teatro
- 1961 : Noix de coco, de Marcel Achard, escenografía de Jean Meyer, Théâtre des Célestins